# あすは日曜 道上です!
『あすは日曜 道上です!』（あすはにちよう どうじょうです）は、ABCラジオ（朝日放送）で1975年5月3日から1977年3月26日まで放送されていたラジオ番組。

## 概要
- ネットチェンジによりTBSへの出向を終え、ABC本社に復帰したアナウンサーの道上洋三を起用して放送開始。
- 1977年に道上の先輩アナウンサーの中村鋭一が参院選立候補に伴い、『おはようパーソナリティ中村鋭一です』が終了する事に伴い、道上が平日に異動する形で『おはようパーソナリティ道上洋三です』が開始する[注釈 1]。

## 出演者
- 道上洋三
- 坂井千恵子

## コーナー
- 朝日新聞ニュース
- 天気予報
- 交通情報
- クラスでNo.1 リクエスト
- お便りコーナー
- 子どもの心（『おはようパーソナリティ』シリーズでも継続）
- こぼれ話
- レジャー情報
- 音楽メモ
- ひろい読み
- ポケットメモ
- ミニ・コンサート